# الکسیس مارتین (بازیگر)
الکسیس مارتین (انگلیسی: Alexis Martin؛ زادهٔ ۹ ژوئن ۱۹۶۴) بازیگر، نمایش‌پرداز، نمایشنامه‌نویس، و بازیگر تلویزیون اهل کانادا است.
او عموی بئاتریس مارتین، خواننده و ترانه‌سرایی است که با نام هنری کر ده پیرات شناخته می‌شود.
از فیلم‌ها یا برنامه‌های تلویزیونی که وی در آن نقش داشته است می‌توان به کیهان (۱۹۹۶)، ۳۲ آگوست در زمین (۱۹۹۸) اشاره کرد.